# Hypsipetes everetti
Hypsipetes everetti е вид птица от семейство Pycnonotidae.

## Разпространение
Видът е разпространен във Филипините.